# ポール・ラシケ
ポール・ラシケ（Paul Lasike、1990年6月18日 - ）は、メジャーリーグラグビー、ユタ・ウォリアーズに所属するラグビーユニオン選手でアメリカンフットボールの元選手。

## プロフィール
- ニュージーランド・タカプナ出身。
- ポジションはセンター(CTB)でアメフト時代のポジションはフルバック。
- 身長 175cm、体重 113kg
- アメリカ代表キャップは19（2020年4月現在）でラグビーワールドカップ2019のアメリカ代表に選ばれた[1]。

## 略歴
アメフト選手時代はNFLのアリゾナ・カージナルス・シカゴ・ベアーズに所属していた。  
ラグビー転向後、ユタ・ウォリアーズを経て、2018年、ハーレクインズに加入。  
ロンドン・スコティッシュFCを経て、2022年、ユタ・ウォリアーズに復帰。